# Mosze Lewin
Mojżesz Lewin lub Mosze Lewin (ur. ?, zm. 2 marca 1942 w Mińsku) – polski literat i rysownik pochodzenia żydowskiego. Członek wileńskiej grupy artystyczno-literackiej Jung Wilne.

## Życiorys
Studiował na Wydziale Sztuk Pięknych Uniwersytetu Stefana Batorego (WSP USB) oraz w Seminarium Nauczycielskim. W latach 1928–1934 pracował jako nauczyciel w żydowskich szkołach świeckich z językiem jidysz. Następnie po oskarżeniu o działalność rewolucyjną został pozbawiony prawa do wykonywania zawodu. Pracował w retuszowni w zakładzie fotograficznym. Jako plastyk od 1935 roku brał udział w wystawach żydowskich w Wilnie. Pisał i ilustrował książki dla dzieci. Tworzył w  języku  hebrajskim i jidysz. Należał do grupy artystycznej Jung Wilne. Wziął udział między innymi w oficjalnym debiucie literackim grupy znanym jako Der arajnmarsz fun Jung Wilne in der jidiszer literatur (Triumfalne wejście Młodego Wilna do literatury jidysz) 11 października 1929 r., na łamach „Wilner Tog”.
Zginął 2 marca 1942 w Mińsku. 